# Brygada Kawalerii SS
Brygada Kawalerii SS (SS-Reiterbrigade) – związek taktyczny kawalerii Waffen-SS walczący na froncie wschodnim od lipca 1941 roku do czerwca 1942 roku. Uczestniczył zarówno w działaniach bojowych na pierwszej linii, jak i w akcjach przeciwpartyzanckich i eksterminacyjnych na zapleczu frontu.
Brygada została utworzona w lipcu 1941 roku na bazie dwóch dotąd samodzielnych pułków kawalerii SS. W tym samym miesiącu została przerzucona na centralny odcinek frontu wschodniego. Niektóre z jej pododdziałów wzięły wtedy udział w walkach z Armią Czerwoną w rejonie Bobrujska i Słucka. Głównym zdaniem brygady stała się jednak pacyfikacja bagien Prypeci, a w rzeczywistości – eksterminacja zamieszkujących tam Żydów. Jesienią 1941 roku, po zakończeniu działań na Polesiu, brygadę przerzucono na południowo-wschodnią Białoruś, a następnie w rejon Toropca w zachodniej Rosji. W tym okresie jej głównym zadaniem było zwalczanie radzieckiej partyzantki, jednakże w wielu wypadkach działania przeciwpartyzanckie sprowadzały się do terroryzowania ludności cywilnej. Na przełomie 1941 i 1942 roku brygada uczestniczyła w odpieraniu radzieckiej kontrofensywy pod Moskwą. W ciężkich zimowych walkach poniosła straty sięgające 50% stanu osobowego. W czerwcu 1942 roku resztki brygady wycofano do okupowanej Polski, gdzie zostały włączone do nowo utworzonej 8 Dywizji Kawalerii SS „Florian Geyer”.
Zarówno podczas walk na pierwszej linii, jak i podczas działań na zapleczu frontu żołnierze Brygady Kawalerii SS dopuścili się szeregu zbrodni wojennych. Szacuje się, że z ich rąk zginęło od 30 tys. do 40 tys. osób, w większości Żydów. Ze względu na swój udział w masakrach na bagnach Prypeci kawalerzyści SS są określani mianem „pionierów Holocaustu”.

## Geneza

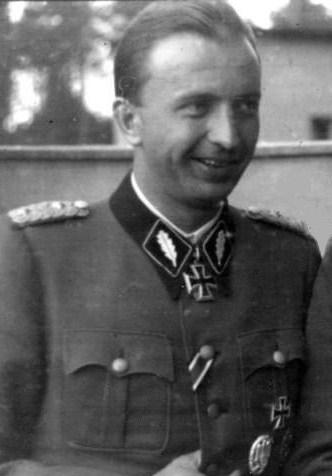
Hermann Fegelein, inicjator utworzenia oraz pierwszy dowódca Brygady Kawalerii SS

Brygada Kawalerii SS została sformowana na bazie 1. i 2. pułku kawalerii SS (SS-Kavallerie-Regimenter). Obie te jednostki zostały utworzone w latach 1939–1940. Początkowo należały do formacji SS-Totenkopfverbände, jednakże w marcu 1941 roku zostały włączone w skład Waffen-SS. W latach 1939–1941 stacjonowały w okupowanej Polsce, gdzie uczestniczyły w zbrodniach na ludności polskiej i żydowskiej.
21 czerwca 1941 roku, na dzień przed rozpoczęciem niemieckiej inwazji na ZSRR, oba pułki kawalerii SS zostały podporządkowane Kommandostab Reichsführer-SS („Sztab dowodzenia Reichsführera-SS”, KRFSS). 24–28 czerwca zmotoryzowane pododdziały 1. pułku kawalerii SS, podówczas przydzielonego czasowo do 87 Dywizji Piechoty, wzięły udział w walkach nad Narwią i Biebrzą. Już 27 czerwca na skutek osobistej interwencji Heinricha Himmlera pułk został jednak ponownie podporządkowany KRFSS, a kilka dni później wycofany na tyły – w okolice Orzysza (podówczas Arys) w Prusach Wschodnich. W ten sam rejon skierowano również 2. pułk kawalerii SS. Oba pułki dotarły do miejsca przeznaczenia między 24 czerwca a 1 lipca. Kolejne trzy tygodnie spędziły na szkoleniach poligonowych.
Podczas pobytu w Prusach Wschodnich dowódca 1. pułku SS-Standartenführer Hermann Fegelein zdołał przekonać Himmlera, aby na bazie obu pułków sformować brygadę kawalerii SS oraz powierzyć mu stanowisko jej dowódcy. W kolejnych tygodniach, w ramach procesu organizowania nowej jednostki, scalono szwadrony broni ciężkiej, które dotąd działały odrębnie w ramach obu pułków, a także przystąpiono do formowania batalionu rozpoznawczego.

## Historia

### Pierwsze operacje
19 lipca 1941 roku oba pułki kawalerii SS otrzymały rozkaz wymarszu z Prus Wschodnich w rejon Baranowicz. Od tego momentu działały już de facto jako brygada pod dowództwem Fegeleina. Potwierdza to m.in. teleks wysłany tego samego dnia ze sztabu KRFSS do Wyższego Dowódcy SS i Policji „Rosja-Środek” (HSSPF „Rußland-Mitte”) SS-Gruppenführera Ericha von dem Bach-Zelewskiego. W dokumencie tym, który informował Bach-Zelewskiego o oddaniu pod jego komendę jednostek kawalerii SS, po raz pierwszy pojawiło się określenie „Brygada Kawalerii SS” (SS-Reiterbrigade).
Swoistym „aktem założycielskim” jednostki był rozkaz Fegeleina z 28 lipca 1941 roku, który powoływał kilku oficerów na stanowiska sztabowe oraz zawierał kolejne decyzje organizacyjne dotyczące związania obu pułków w ramach nowej, większej jednostki taktycznej. W rozkazie tym Felegein wyraził ponadto nadzieję, że brygada, jako pierwsza duża formacja kawalerii Waffen-SS, wykaże się w boju i zdobędzie w ten sposób wysoką reputację w oczach całej niemieckiej armii. Oznajmił jednocześnie:

Reichsführer rozkazał mi, abym przypomniał, iż wyłącznie nieustępliwa brutalność, zacięta determinacja i posłuszeństwo wizji Führera zwycięży bolszewików. Zadaniem dowódców jest równoważyć wszystkie osobiste słabości okazywane przez jednostki. Reichsführer-SS nie będzie dłużej przyjmował żadnych usprawiedliwień pod tym względem i podejmie najsurowsze decyzje wobec tych, którzy wyłamią się z szeregów.

W tym czasie w szeregach nowo utworzonej brygady służyło 3970 oficerów i żołnierzy. Było wśród nich wielu volksdeutschów z Polski i innych państw. 31 lipca 1941 roku Himmler przeprowadził inspekcję w Baranowiczach, w trakcie której osobiście zatwierdził strukturę organizacyjną brygady. Na początku sierpnia dotychczasowy sztab 1. pułku kawalerii SS przejął funkcję sztabu brygady. Jednakże dopiero 1 września SS-Führungshauptamt (Główny Urząd Dowodzenia SS) formalnie zatwierdził utworzenie Brygady Kawalerii SS. Jednostka ta była określana w niektórych dokumentach mianem „Brygady Jazdy Fegelein”, a także „Brygady Fegelein” lub „Grupy Bojowej Fegelein”.
Tymczasem czołowe pododdziały brygady („awangarda”), które 27–28 lipca dotarły w rejon Słucka i Bobrujska, zostały wykorzystane do zabezpieczenia strategicznie ważnej szosy Brześć – Bobrujsk (tzw. Rollbahn 1). Wraz z innymi oddziałami Wehrmachtu i Ordnungspolizei uczestniczyły w zniszczeniu czterech radzieckich dywizji, które usiłowały w tym miejscu przerwać niemiecki front. W czasie walk w tym rejonie, które przeciągnęły się do początków drugiej dekady sierpnia, pododdziały „awangardy” zameldowały o zabiciu co najmniej 200 czerwonoarmistów i wzięciu 400 jeńców. Straty własne ograniczyły się do jednego zaginionego i ośmiu rannych.

### Masakry na bagnach Prypeci

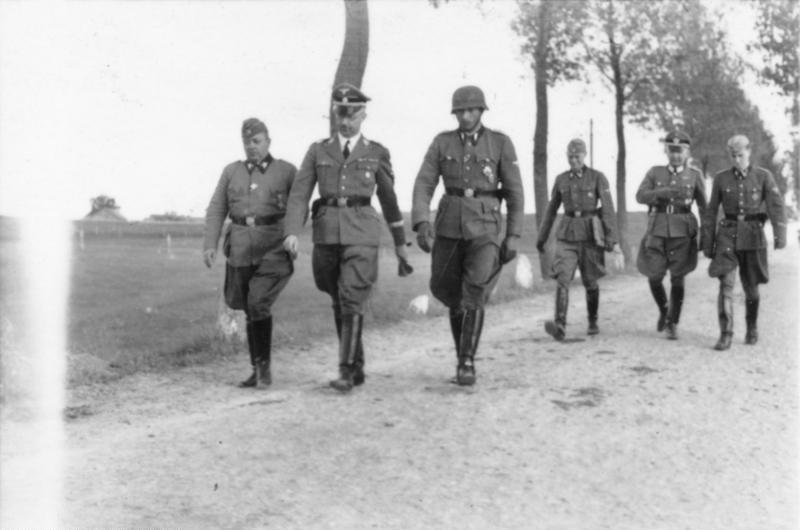
5 lipca 1941, okolice Orzysza. Heinrich Himmler przeprowadza inspekcję 1. pułku kawalerii SS. Na prawo od niego Hermann Fegelein, a na lewo – szef sztabu KRFSS Kurt Knoblauch. Podczas tej inspekcji kawalerzyści SS usłyszeli po raz pierwszy, że ich zadaniem będzie „usunięcie” Żydów z bagien Prypeci.

Głównym zadaniem, dla którego Brygadę Kawalerii SS przerzucono na centralny odcinek frontu wschodniego, była pacyfikacja bagien Prypeci. Oficjalnie celem operacji było zabezpieczenie tej swoistej „ziemi niczyjej”, wyminiętej przez prące na wschód armie Wehrmachtu. W rzeczywistości głównym zadaniem okazała się likwidacja zamieszkujących na Polesiu społeczności żydowskich.
Pierwsza faza akcji eksterminacyjnej trwała od 30 lipca do 13 sierpnia 1941 roku i objęła zachodnią część Polesia. Wzięły w niej udział dwie konne grupy bojowe (Reitende Abteilungs), złożone odpowiednio z żołnierzy 1. i 2. pułku kawalerii SS. Nie działały one jako zwarta całość, lecz były podzielone na operujące samodzielnie szwadrony, które maszerując z zachodu na wschód, systematycznie „oczyszczały” miasta i wsie w wyznaczonych im strefach. Do największej masakry doszło w Pińsku, gdzie żołnierze 2. pułku kawalerii SS wspólnie z funkcjonariuszami Einsatzkommando zur besonderen Verwendung zamordowali około 7–9 tys. Żydów. Ponadto obie Reitende Abteilungs wymordowały w całości lub częściowo żydowskie społeczności w wielu innych miasteczkach i wsiach Polesia, w tym w Chomsku, Dawidgródku, Hancewiczach, Janowie Poleskim, Łunińcu, Motolu, Pohoście Zahorodzkim i Telechanach. Terror dotknął również ludność nieżydowską. Trudna do ustalenia liczba wsi, które „podejrzewano o wspieranie partyzantów”, została doszczętnie spalona, a ich mieszkańców wypędzono lub wymordowano.
Według datowanego na 13 sierpnia 1941 roku raportu Fegeleina, podczas tej fazy operacji Brygada Kawalerii SS rozstrzelała 13 788 „szabrowników” (w większości Żydów) oraz wzięła 714 jeńców. W rzeczywistości liczba ofiar była zapewne większa. Martin Cüppers oceniał, że podczas pierwszej operacji na błotach poleskich Brygada Kawalerii SS zamordowała około 25 tys. osób, podczas gdy Henning Pieper szacował liczbę Żydów zamordowanych przez podwładnych Fegeleina na około 21,8 tys. O tym, iż operacja była wymierzona wyłącznie w ludność cywilną, świadczyć może fakt, że straty własne brygady ograniczyły się do dwóch zabitych i piętnastu rannych.
Druga faza operacji objęła wschodnią część Polesia i rozpoczęła się 15 sierpnia. Na samym jej początku 2. pułk kawalerii SS stoczył z oddziałami Armii Czerwonej kilkudniowe walki o Turów. Następnie oba pułki kontynuowały marsz na wschód, dopuszczając się analogicznych zbrodni jak podczas pierwszej fazy operacji. O ile jednak wcześniej, po zachodniej stronie dawnej granicy polsko-radzieckiej, Żydzi byli zazwyczaj mordowani jako rzekomi „szabrownicy”, o tyle teraz żydowskie społeczności były eksterminowane pod pretekstem walki z partyzantką. Kawalerzyści SS wspólnie członkami innych niemieckich formacji wzięli m.in. udział w kilkudniowej masakrze w Bobrujsku, w trakcie której zamordowano około 7 tys. Żydów. Przeprowadzali także masowe egzekucje w innych miejscowościach, w tym w Starobinie, Mozyrzu i Petrykowie.
Pacyfikacja bagien Prypeci zakończyła się w połowie września. Według oficjalnego raportu sporządzonego przez Fegeleina, podczas obu faz operacji z rąk kawalerzystów zginęło łącznie 14 178 Żydów, 1001 partyzantów i 699 żołnierzy Armii Czerwonej, podczas gdy straty własne ograniczyły się do 17 zabitych, 3 zaginionych i 36 rannych. W rzeczywistości liczba zamordowanych była zapewne większa i mogła sięgnąć od 24 tys. do 30 tys. osób.
Masakry na bagnach Prypeci są uważane za jeden z przełomowych momentów w historii Zagłady. Brygada Fegeleina była bowiem pierwszą jednostką SS, która otrzymała rozkaz mordowania wszystkich Żydów bez względu na wiek i płeć. Z tego powodu niektórzy historycy są skłonni określać kawalerzystów SS mianem „pionierów Holocaustu”.

### Działania przeciwpartyzanckie
Pod koniec drugiej fazy pacyfikacji Polesia w strukturze brygady zaszły kolejne zmiany. Sztaby dotychczasowych Reitende Abteilungs przekształcono w sztaby pułkowe. Dwa działające dotąd osobno plutony saperów scalono w jeden szwadron. Do brygady przydzielono pluton łączności ze składu jednego z rozwiązanych pułków piechoty SS oraz kompanię weterynaryjną KRFSS. Ponadto na bazie „awangardy”, która walczyła wcześniej w rejonie Słucka, zorganizowano rowerowy batalion rozpoznawczy (Radfahraufklärungsabteilung, RAA). W jego składzie znalazły się dwa szwadrony kolarzy, dywizjon artylerii przeciwpancernej, pluton sztabowy oraz pluton łączności. Nowa struktura organizacyjna brygady została 6 września 1941 roku oficjalnie zatwierdzona przez SS-Führungshauptamt.
W ostatniej dekadzie września, już po zakończeniu działań na Polesiu, Brygada Kawalerii SS spacyfikowała tereny między Dnieprem a Sożem. Aby objąć operacją możliwie jak największy obszar, zarówno oba pułki kawalerii, jak i RAA, podzielono na plutony i rozlokowano w poszczególnych miejscowościach. Działaniom brygady, które oficjalnie miały charakter przeciwpartyzancki, towarzyszyły liczne egzekucje, w tym o publicznym charakterze. Według oficjalnych meldunków zlikwidowano 352 partyzantów, 16 Żydów oraz 9 działaczy komunistycznych.
W pierwszej połowie października brygada została przerzucona w okolice miasta Toropiec w Rosyjskiej FSRR. W nowym obszarze dyslokacji jej zadaniem nadal miało być zwalczanie radzieckich partyzantów i dywersantów. Tym razem jednak – w przeciwieństwie do wcześniejszych działań na Białorusi – kawaleria SS rzeczywiście musiała zmierzyć się prawdziwym zagrożeniem z ich strony. Pododdziały brygady urządzały patrole i obławy w lasach, dokonywały przeszukań i zatrzymań we wsiach i miasteczkach, a także zabezpieczały niemieckie linie komunikacyjne. Niemniej skuteczność działań przeciwpartyzanckich okazała się nikła, a ofiarą kawalerii SS nadal padała przede wszystkim ludność cywilna. Według oficjalnych raportów tylko między 18 października a 18 listopada 1941 roku brygada Fegeleina zlikwidowała 3018 „partyzantów i podejrzanych osobników” oraz 141 żołnierzy Armii Czerwonej. Miała również schwytać 112 jeńców. Jednocześnie te same raporty informowały o zdobyciu zaledwie około 200 sztuk broni, a straty własne określały na jedynie 7 zabitych i 9 rannych. Do grudnia liczba zabitych kawalerzystów wzrosła do dwudziestu. Co najmniej dwukrotnie w odwecie za działania partyzantów podwładni Fegeleina doszczętnie spalili rosyjskie wsie. Ponadto rutynowo rozstrzeliwali błąkających się żołnierzy Armii Czerwonej, którzy stracili kontakt ze swoimi jednostkami, a także zdolnych do noszenia broni cywilów, którzy nie byli w stanie się wylegitymować. Niekiedy ofiarą takich egzekucji padały również kobiety i dzieci.
W trakcie pobytu w rejonie Toropca jednostka uległa dalszej rozbudowie. Sformowano kompanię łączności, a pod koniec roku brygada została wzmocniona o kompanię medyczną oraz baterię artylerii przeciwlotniczej. Jednocześnie Himmler zamierzał wycofać część pododdziałów do Generalnego Gubernatorstwa, aby stały się rdzeniem formowanego tam 3. pułku kawalerii SS oraz nowego batalionu artylerii. Zamiar ten nie został zrealizowany ze względu na sprzeciw dowództwa obszaru tyłowego Grupy Armii „Środek”.
W grudniu 1941 roku w szeregach brygady służyło 4428 oficerów i żołnierzy.

### Walki zimą 1941/42

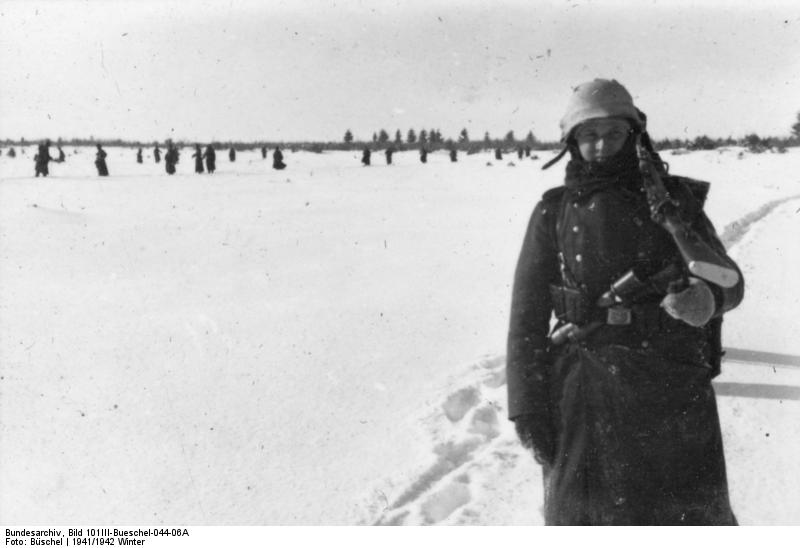
Spieszony żołnierz Brygady Kawalerii SS na froncie w północno-zachodniej Rosji. 22 grudnia 1941.

5 grudnia 1941 roku Armia Czerwona rozpoczęła zimową kontrofensywę pod Moskwą. 28 grudnia, w obliczu trudnej sytuacji na froncie, Brygada Kawalerii SS została podporządkowana dowództwu 9 Armii. Do zabezpieczenia linii kolejowej Wielkie Łuki – Rżew pozostawiono tylko nieliczne niezbędne pododdziały, natomiast główne siły brygady, w tym oba pułki kawalerii i RAA, przerzucono na front w rejon Sieliżarowa, miasteczka leżącego na zachód od Rżewa.
Tymczasem 4 stycznia 1942 roku wojska radzieckie uderzyły na Rżew z kierunku północnego, usiłując wedrzeć się na tyły GA „Środek”. Brygada Kawalerii SS, której żołnierze w większości wypadków nie posiadali prawdziwego doświadczenia bojowego, została uwikłana w zaciekłe walki obronne, Toczyły się one w warunkach surowej zimy, przy temperaturach sięgających −45 °C. W działaniach tych brygada nie uczestniczyła jako zwarty związek. Oba pułki kawalerii zostały użyte do przeprowadzenia kontrataku na wschodnią flankę radzieckiego zgrupowania, które po przełamaniu frontu usiłowało okrążyć niemieckie siły wokół Rżewa. Z kolei RAA został rozlokowany w okolicach Piena.
Ostatecznie Niemcy zdołali zatrzymać nieprzyjacielską ofensywę pod Rżewem. Dzięki rozpoczętemu 21 stycznia koncentrycznemu kontratakowi ze wschodu i zachodu zamknęli w okrążeniu na zachód od miasta znaczną część radzieckich 29 i 39 Armii, po czym zniszczyli je w przeciągu miesiąca. Sukces ten przypłacono jednak ogromnymi ofiarami. Niektóre szwadrony Brygady Kawalerii SS poniosły straty sięgające 60% stanów osobowych.
Innym pododdziałom brygady powiodło się jeszcze gorzej. 9 stycznia Armia Czerwona rozpoczęła bowiem silne natarcie w kierunku Toropca. W ciągu trzydniowych walk RAA został niemal całkowicie zniszczony; tylko niewielka jego część zdołała wyrwać się z okrążenia. Tymczasem Rosjanie parli nadal na południe i 21 stycznia wyzwolili Toropiec, gdzie w ich ręce wpadły ważne niemieckie składy zaopatrzeniowe. Resztki RAA oraz jednostki sztabowe i tyłowe Brygady Kawalerii SS zostały zmuszone do chaotycznego odwrotu.
Po zakończeniu walk w szeregach RAA pozostało zaledwie 11 zdolnych do boju żołnierzy. Łącznie spośród około 1800 żołnierzy i oficerów z pierwszoliniowych jednostek brygady, które wzięły udział w walkach na froncie, 870 zginęło lub odniosło rany. Do tego należy doliczyć co najmniej 50 żołnierzy z oddziałów tyłowych, którzy zginęli lub odnieśli rany, gdy Armia Czerwona odbiła Toropiec i Basary. Brygada utraciła niemal wszystkie pojazdy konne i silnikowe, blisko połowę koni, a także znaczne ilości innego wyposażenia.
W trakcie zimowych walk kawalerzyści SS dopuścili się licznych zbrodni na cywilach i jeńcach wojennych. Między innymi we wsi Ksty zamordowali ponad 70 mieszkańców, w tym kobiety i dzieci. Z kolei podczas walk pod Basarami wykorzystali w charakterze „żywych tarcz” radzieckich jeńców z tamtejszego obozu jenieckiego. Wszyscy oni ponieśli śmierć.
Dowództwo Wehrmachtu z dużym uznaniem wypowiadało się o udziale Brygady Kawalerii SS w zimowych walkach w rejonie Rżewa. Hermann Fegelein został 2 marca 1942 roku odznaczony Krzyżem Rycerskim. Ponadto w styczniu i lutym 1942 roku żołnierzom brygady przyznano 17 Krzyży Żelaznych I klasy, 159 Krzyży Żelaznych II klasy oraz 60 Krzyży Zasługi Wojennej II klasy z mieczami.
Tymczasem brygada nadal pozostawała w rejonie Rżewa. Do 1 kwietnia 1942 roku jej straty wzrosły do 2220 zabitych i rannych (50% stanu osobowego). W jednostkach pierwszoliniowych pozostało zaledwie 421 zdolnych do walki żołnierzy. Tymczasem Fegelein po odznaczeniu Krzyżem Rycerskim udał się na długi urlop, a 1 maja 1942 roku objął stanowisko inspektora kawalerii w SS-Führungshauptamt. Dowództwo nad resztkami brygady, stanowiącej teraz równowartość batalionu, objął SS-Sturmbannführer August Zehender. Brygada była odtąd znana jako Kampfgruppe Zehender, a w jej składzie znalazły się cztery szwadrony kawalerii oraz resztki pododdziałów artyleryjskich i łączności. W rejonie Rżewa pozostała do czerwca 1942 roku. Uczestniczyła tam zarówno w walkach na pierwszej linii frontu, jak i w operacjach przeciwpartyzanckich.
Pod koniec czerwca Kampfgruppe Zehender, licząca już zaledwie 500 oficerów i żołnierzy, została wycofana ze strefy frontowej i przeniesiona w rejon Dębicy, gdzie została wcielona do nowo tworzonej 8 Dywizji Kawalerii SS „Florian Geyer”.

### Podsumowanie działalności brygady
W ciągu niespełna rocznego istnienia Brygada Kawalerii SS pełniła dwojaką, ewentualnie „hybrydową” rolę. Z jednej strony uczestniczyła bowiem w działaniach bojowych na pierwszej linii, z drugiej natomiast wielokrotnie była angażowana w akcje eksterminacyjne na tyłach frontu.
Szacuje się, że z rąk jej żołnierzy zginęło od 30 tys. do 40 tys. osób. Zdecydowaną większość ofiar stanowili Żydzi, aczkolwiek Henning Pieper szacuje, że Brygada Kawalerii SS mogła także zamordować ponad 4 tys. jeńców, partyzantów i cywilów innej narodowości.

## Dowódcy brygady
- SS-Brigadeführer Hermann Fegelein (lipiec 1941 – maj 1942)[64]
- SS-Sturmbannführer August Zehender (maj 1942 – czerwiec 1942)[53]

## Struktura organizacyjna
- 1 Pułk Kawalerii SS
- 2 Pułk Kawalerii SS[64]
- rowerowy batalion rozpoznawczy (Radfahraufklärungsabteilung, RAA)[65]